# 倉本昌弘
倉本 昌弘（くらもと まさひろ、1955年9月9日 - ）は、広島県広島市三篠町（現・西区三篠町）出身のプロゴルファー。日本大学卒業。2014年2月24日から日本プロゴルフ協会会長。「AON」とともに、1980年代のゴルフブームを興した名選手である。

## 経歴

### 生い立ち
生家は地元広島の老舗の有名料亭。祖父は生け花の師範という恵まれた環境に育った。しかし虚弱体質で学校もよく休み、多くの病院を回ったり、治療のため東京まで行って入院したりするような子供だった。
ゴルフを始めたのは10歳・小学校5年の時、父がゴルフに行きたいがためのダシに使われた。日本のプロゴルファー第1号、福井覚治の子・福井康雄が広島に移り、ゴルフレッスンを始めた事を機に師事した。しかし一番ゴルフを教えてくれたのは叔父（倉本泰信（現芸名「レックス・倉本」）の父）と言う。
両親とも店の仕事が忙しく学校だけは市内中心部・広島市立袋町小学校に通い、郊外に住む祖父夫婦に育てられた。このため我儘放題でさらに練習は名門・広島ゴルフ倶楽部に所属したため、子供の時に友達と遊んだ記憶は一つも無いと言う。このため暇つぶしで練習場に通い福井のレッスンも暇な時、大人のレッスンの合間にしてくれるもので、一度も練習を強制された事は無く楽しんでゴルフを続けた。「これが続けられた理由では」と述べている。

### アマ時代
初めて憧れたゴルファーは史上最強のアマチュアゴルファー・中部銀次郎。
崇徳高等学校時代には、全日本ジュニアチャンピオンになるなど「広島に倉本あり」と大いに名を馳せた。また小柄な体にパワーを付けるため、高校時代からアスレチックジムに通い、筋力トレーニングを取り入れた。アメリカの情報を仕入れ、当時からビタミンやタンパク質を摂取していたという。日大で同窓の湯原信光や牧野裕らが興味を持って彼らに摂取法を教えたと話している。「ポパイ」というあだ名は高校時代に付けられたもの。筋トレの先駆者である。ダンベルなど器具を使った筋トレは、アメリカにキャンプやトレーニングに行った一部の野球選手が1960年代から少しずつ始めたものと言われている。一般的に広まったのは、1976年に創刊された「POPEYE（ポパイ）」の筋トレ特集や、チーム全体で導入したと言われる1970年代後半の広岡達朗監督のヤクルトスワローズ、1980年代初めの高校野球・徳島県立池田高等学校の活躍辺りからである。倉本は1970年代中頃からシステマティックに練習に取り入れていたと、1981年プロデビュー年の週刊誌のインタビューで話している。
1974年日本大学に入学すると小柄ながら秀でた飛距離などを武器に、空前絶後の日本学生選手権4連覇（4年連続優勝）を成し遂げた。その他、1975年、1977年、1980年に日本アマ3勝、関東アマ2勝など、アマチュアタイトルを総なめにしトップアマとして君臨した。「生涯アマチュアでプレーし、アマでマスターズを獲りたい」という夢を抱いたという。しかし1978年、この頃日本とアメリカを往復していた倉本は知人に騙され大麻を所持。1年間の公式戦出場謹慎処分を受け公式戦出場停止となり、一時実家の料亭を継ぎ、初めての大きな挫折を味わった。1980年にはアマチュアで参加した「中四国オープン」で史上初のツアー競技アマチュア優勝 (2007年5月、石川遼が2人目)、鮮やかなカムバックを果たす。最強のアマ・倉本は、当時のプロの脅威だった。しかし同年行われたプロゴルファーテストに1打足りず不合格、またも挫折を味わう。トップアマでプロにも勝ったにもかかわらずプロになれない、という矛盾はのち自らが改革して改める。プロテストに落ちた翌日、土佐カントリークラブからの熱心な要請に応え、同クラブと専属契約を結ぶ。

### プロ時代
翌1981年、プロテストに合格。7月プロ転向デビュー戦、後援競技『和歌山オープン』でいきなり優勝すると、デビューから4戦で3勝 (2位1回) し、センセーションを巻き起こした。この年計6勝、新人としては史上最高の賞金ランク2位となった。こうした例は、日本のプロゴルフ五十年の歴史には勿論、世界のゴルフ史上にもないと当時いわれた。飛ばし屋として知られ「ポパイ」とあだ名を付けられた。青木功、尾崎将司、中島常幸の「AON」に若手の倉本が絡んだことでツアーは大いに盛り上がりゴルフブームを興した。また同じ学士プロの湯原信光、羽川豊とで、"若手三羽がらす"、"ニューウェーブ三羽烏"、"学士プロ三羽烏"などと注目を集めた。「キャディー上がりのプロが幅を利かせる時代は終わった!」「学士プロがゴルフの世界の勢力分布図を大きく変えた」などと、当時のマスメディアも倉本らの活躍を大きく取り上げた。青木功は著書『俺と闘った男たち』の中で「倉本は体が小さいのにボールはよく飛ぶ。ジュニアのころから体得しているショート・ゲームも非凡。パッティングもうまい。オールラウンド・プレイヤーで、何よりアマ時代に勝ち方を知悉してしまっているのが最大の強みだった。加えて性格が明るい。うじうじしない。だからプレーのテンポが速い。アッという間にファンの人気を集めてしまった。〜以来、「AON」に「k」が加わって日本のプロツアーは進んだ」などと述べている。倉本との記憶に蘇る戦いとして1985年のブリヂストンオープンを挙げ、最終日の大逆転で倉本が勝利したが、試合後のインタビューで「青木さんに勝ってほしかった」と言っていたのを伝え聞き、自分のことではなく、広く自分の生きる世界の現状・未来を考えている男、ゴルフしかできない昔のゴルファーではなく、これまでのプロゴルファーにいなかったタイプと感心したと述べている。
1982年には「全英オープン」で日本人選手の過去最高位・4位タイの偉業を果たす。倉本が半袖シャツの上に着たブラック&ホワイトのベストは売上が二倍になったといわれる。倉本はこの他、ボール・手袋、バッグがブリヂストンスポーツ、靴がジョンストン&マーフィーと、クラブ以外は全て専属契約を結んだ。また、久光製薬のエアーサロンパスやコカ・コーラなどのCMにも出演。それまでのゴルファーは暗い、ダサいイメージがあってCMはゴルフ関係にほぼ限られていたが、倉本らは既成のイメージを破った最初のプロゴルファーでもあった。
1992年には通算25勝目をあげ、日本男子プロゴルフ史上5人目、大学出身初の永久シードを獲得した。この1992年にはアメリカPGAツアーのQスクールをトップ合格し、1993年のPGAツアーに挑戦したが、諸事情あって専念できなかったことは今も後悔していると話している。生涯獲得賞金は10億991万5189円(2014年2月現在) で谷口徹に次ぐ6位と青木功を凌ぐ。
この後は役職の激務からかスランプに陥った。2000年には心臓弁膜症の手術を受けるなど苦難のシーズンが続いたが、2003年アコムインターナショナル初日に、日本ツアー史上初の最少スコア (当時)、世界タイ (アニカ・ソレンスタムら過去4人) となる59ストロークという偉業を最年長48歳で達成し30勝目を上げた。こうした記録から攻撃的なプレイヤーのイメージを持たれるが、倉本自身は「僕は日本のゴルフ界に『刻む』を持ち込んだ人間でしょう」と話している。また「三歩、三秒で打つ」と自著で述べているように、早く打つことで有名。人間のリズムは三歩から始まり、イメージが持続するのは三秒まで、と自身の考えに基づくものという。

### ゴルフ界改革
早くから米ツアーに挑戦した経験から、米ツアーの組織力、トーナメント運営力などを学び、選手会とのねじれが有ったJPGA (日本プロゴルフ協会) の組織と制度の改革を断行し、1997年に「ツアー・オブ・ジャパン」を発足させ、1999年にはPGAと完全分離した「JGTO (日本ゴルフツアー機構)」を立ち上げるなど、ゴルフ界改革を成し遂げた人物でもある。「JGTO」の選手会「JGTPC」 (ジャパンゴルフツアー選手会) の選手会長は1992年から、歴代最長の8年間務めた。2010年度も「JGTO」監事、2012年、13年ぶりに再び選手会長に就任した。また「JGTO」の副会長を務める。近年はスナッグゴルフの普及にも力を入れている。なおあだ名はデビュー当時は「ポパイ」であり、「ダイナマイト」と呼ばれることもあったが、米国ツアーに積極的に参戦するようになり「マッシー」と呼ばれている。マッシーは米国留学当時のニックネーム。自社名もマッシー・コーポレーション。
かつて宮里藍らの台頭で隆盛となっている女子に比べ、元気の無い男子ツアーに対しては、「日本女子プロゴルフ協会の広報面での努力もあるが、若手が出てきたということは、裏を返せばプロのレベルが低いということ。逆に男子はレベルが上がり、若手やアマが勝てる状態ではない。むしろゴルフとはこういうもの、と理解してもらった方がいい」と述べていた。また自身、男子ゴルフに初めてチタンヘッドを持ち込んだ選手としても知られるが、用具の問題には危惧する。「今の男子ツアーは野球で言えば、両翼150メートルの球場にしたのに年間60本塁打の打者がたくさんいる状態。アマは別にして、プロの用具規制は必要」と訴えていた。

### シニア・ツアー挑戦
2005年11月、「チャンピオンズ・ツアー」 (米シニア・ツアー) の最終予選会に参加。世界各国から350人の参加中、トップ合格を果たし賞金4万5000ドルを獲得、JPGA副会長職などの要職は辞して2006年からチャンピオンズ・ツアーに本格参戦した。チャンピオンズ・ツアーの賞金総額は日本の男子レギュラーツアーの約2倍の60億円で人気も高い。チャンピオンズ・ツアーでは「マッシー・クラモト」 (Massy Kuramoto) の名前で登録、時折上位に顔を出したが優勝はならず2008年限りで事実上撤退。国内レギュラー・シニアツアーに主戦場を移した。2010年は日本シニアオープンで優勝など、シニア10試合中、9試合に出場。ほとんどの試合で優勝争いにからみ、優勝2回、トップテン5回を記録し、レギュラーツアーで30勝も挙げながら縁がなかった賞金王に輝いた。
2014年2月、現役選手として史上初の日本プロゴルフ協会会長に就任した。

## 逸話
- 当時 (1981年) 賞金は今のように銀行振込みではなく最終日に会場で手渡しされた。デビュー3勝目の日本国土計画サマーズを優勝した時、マスコミの要望に応じて、帯封された計810枚の1万円札をテーブルの上に並べて記念撮影した[40]。
- 賞金が入ったので広島の一等地・上八丁堀にマンションを購入した。住民票をずっとここへ置いていたため、全盛期には毎年広島市中区の長者番付で上位に顔を出していた。
- 米国留学の経験があるので、英会話は普通にでき、外国人選手とも英語でコミュニケーションを取っている。
- 今は珍しくないが、当時は少なかった大卒出身選手だった為、先輩プロから「クラブを跨いだだろ」とか「グリーン上のマーク位置を前に出したろ」であるとか、かなりの嫌がらせがあったことを自著の中で述べている。こうしたことに負けることなく、言葉と行動で跳ね返してきたことで、選手会長にさせられたのではと言う。
- 日本オープンゴルフ選手権競技には縁がなく、永久シードを持ちながら未勝利。アマチュア時代にもローアマのタイトルを獲得していない。
- 1992年のブリヂストンオープンゴルフトーナメントで優勝し永久シードを獲得した。この時の優勝インタビューで倉本は「もう永久シードは出ないでしょう」と答えた。これを横で聞いていたのが、この大会でベストアマを獲得した片山晋呉で「そうか..もう出ないんだ」と思ったという。当時は永久シードの条件である25勝を挙げるのは相当難しいことと考えられていた。実際は2008年に獲得した片山の前に尾崎直道も獲得しているが、大卒選手では倉本と片山の二人だけ。さらに倉本は大学卒業後、一時家業を継いでいた時期もありプロデビューしたのは26歳の時であった[41]。
- 2019新型コロナウイルスの感染が広島県内に拡大した際には、広島県に消毒用アルコール（400リットル）の寄付を行った[42]。

## 出演

### TV
- 第32回NHK紅白歌合戦（NHK総合・ラジオ第1、1981年12月31日） - 審査員
- ベストゴルフ（NHK教育、1987年）
- 倉本昌弘ゴルフ倶楽部（テレビ東京、1993年10月 - 1994年3月  日曜10:30 - 11:00、1994年10月 - 1995年3月　日曜 12:00 - 12:30）
- 憧憬 大人のゴルフ旅（BS11） - コースナビゲーター（案内役）

### CM
- 日本コカ・コーラ
- 富士ゼロックス 「ワークステーション」
- 久光製薬 「エアーサロンパス」、「サロンパスハイ」 (泉ピン子と共演)

## 著書・参考文献
- 三秒で打つ、PHP研究所
- ワラをもつかむゴルフレッスン、双葉社
- ポパイ流 飛ばすゴルフ 俺だけのやり方、ベストセラーズ
- サンドピッチング ウェッジ自由自在、ごま書房
- ポパイ倉本昌弘のダイナミックゴルフ、講談社